# Profissional do sexo

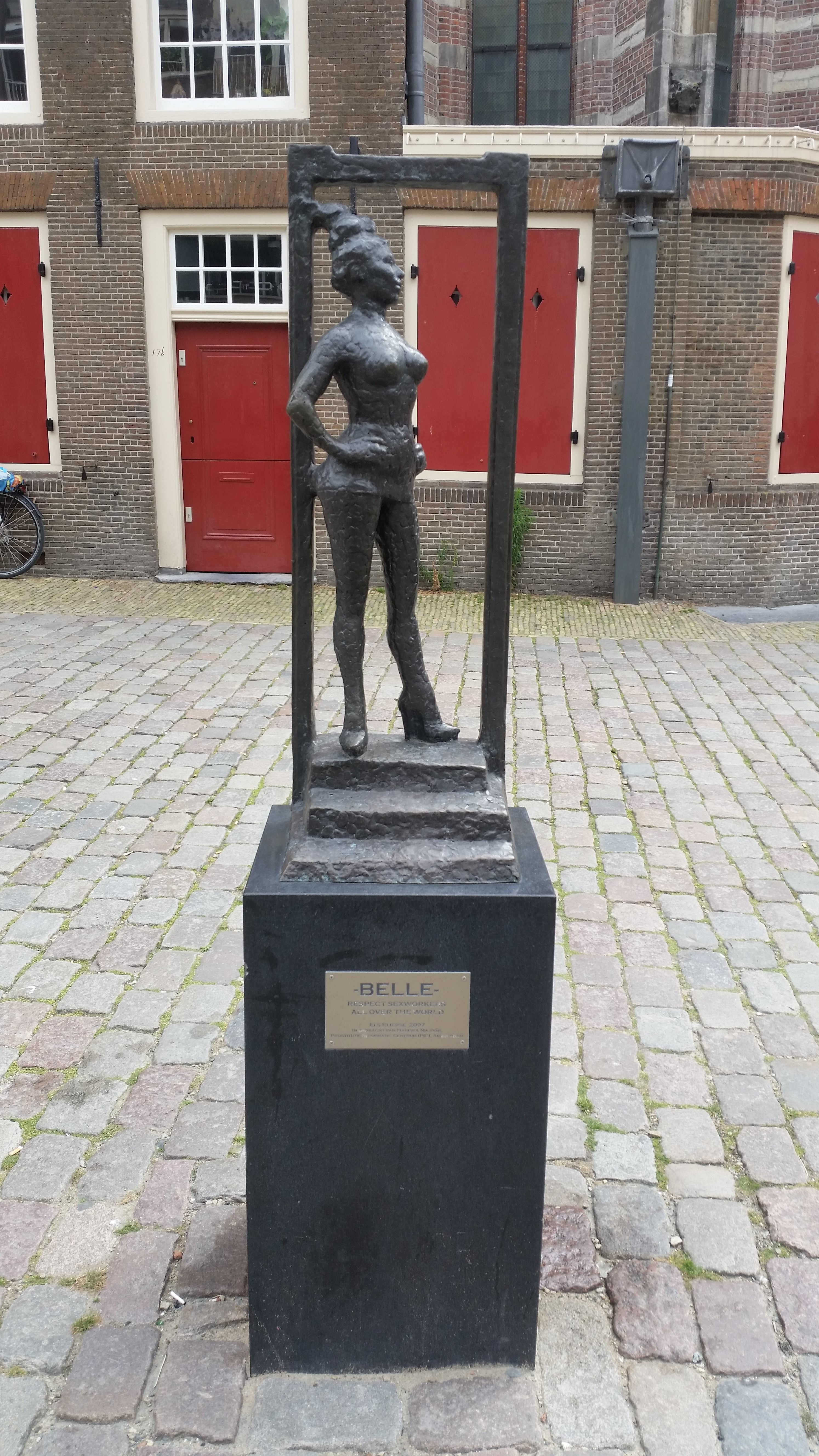
A estátua de bronze Belle, no bairro da Luz Vermelha de Amsterdã, De Wallen, diz "Respeite as profissionais do sexo em todo o mundo".

Uma profissional do sexo é uma pessoa que oferece trabalho sexual, seja de forma regular ou ocasional. O termo é usado em referência àqueles que trabalham em todas as áreas da indústria do sexo.

De acordo com um ponto de vista, o trabalho sexual é diferente da exploração sexual, ou de forçar uma pessoa a cometer atos sexuais, pois o trabalho sexual é voluntário "e é visto como a troca comercial de sexo por dinheiro ou bens".

## Terminologia
O termo "profissional do sexo" foi cunhado em 1978 pela ativista Carol Leigh. Seu uso se popularizou após a publicação da antologia Sex Work: Writings By Women In The Sex Industry, em 1987, editada por Frédérique Delacoste e Priscilla Alexander. Desde então, o termo "profissional do sexo" passou a ser usado de forma muito mais ampla, inclusive em publicações acadêmicas, por ONGs e sindicatos, e por agências governamentais e intergovernamentais, como a Organização Mundial da Saúde. O termo está listado no Oxford English Dictionary e no Merriam-Webster's Dictionary.
O termo "profissional do sexo" é usado por alguns tipos de profissionais do sexo (ou seja, prostitutas) para evitar invocar o estigma associado à palavra "prostituta". O uso do termo "profissional do sexo" em vez de "prostituta" também permite que mais membros do setor do sexo sejam representados e ajuda a garantir que as pessoas que são de fato prostitutas não sejam destacadas e associadas às conotações negativas de "prostituta". Além disso, a escolha de usar o termo "profissional do sexo" em vez de "prostituta" demonstra propriedade sobre as escolhas de carreira dos indivíduos. Alguns argumentam que aqueles que preferem o termo "profissional do sexo" desejam separar sua ocupação de sua pessoa. Descrever alguém como profissional do sexo reconhece que o indivíduo pode ter muitas facetas diferentes e não é necessariamente definido por seu trabalho.
No entanto, o termo sofre forte oposição de muitos que se opõem moralmente ao setor do sexo, como os conservadores sociais, as feministas antiprostituição e outros proibicionistas. Esses grupos veem a prostituição como um crime ou como vitimização e consideram o termo "trabalho sexual" como uma legitimação da atividade criminosa ou da exploração como um tipo de trabalho.

## Na prática

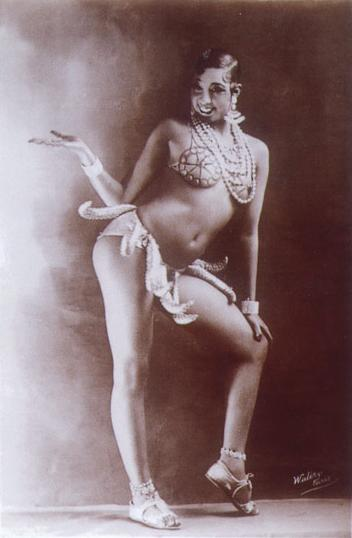
A dançarina exótica Josephine Baker em seu traje "cinta de bananas", visto pela primeira vez no espetáculo La Folie du Jour, do Folies Bergère, em 1926-27.

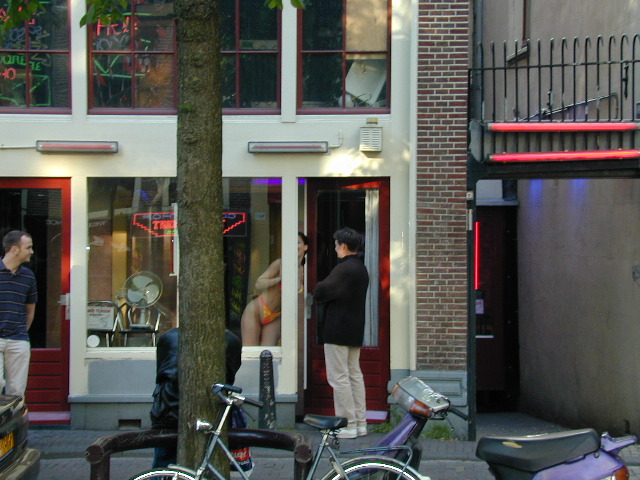
Uma profissional do sexo no bairro da Luz Vermelha de Amsterdã conversa com um cliente em potencial.

O trabalho sexual pode assumir a forma de prostituição, striptease ou lap dance, atuação em pornografia, sexo por telefone ou pela Internet ou qualquer outra troca de serviços sexuais por ganhos financeiros ou materiais. As profissionais do sexo que incluem relações sexuais como parte de seus serviços são consideradas profissionais do sexo de serviço completo. A variedade de tarefas abrangidas pelo trabalho sexual leva a uma grande variedade de gravidade e natureza dos riscos que as profissionais do sexo enfrentam em suas ocupações. As profissionais do sexo podem atuar de forma independente como indivíduos, trabalhar para uma empresa ou corporação, ou trabalhar como parte de um bordel. Todos os itens acima podem ser realizados por livre escolha ou por coerção, ou, como alguns argumentam, ao longo de um continuum entre conflito e arbítrio. As profissionais do sexo também podem ser contratadas para serem acompanhantes em uma viagem ou para prestar serviços sexuais no contexto de uma viagem; qualquer um desses casos pode ser trabalho voluntário ou forçado.

### Motivações
As profissionais do sexo podem ser de qualquer gênero e trocar serviços ou favores sexuais por dinheiro ou outros presentes. Os motivos das profissionais do sexo variam muito e podem incluir dívidas, coerção, sobrevivência ou simplesmente uma forma de ganhar a vida. O empoderamento sexual é outro possível motivo pelo qual as pessoas se envolvem no trabalho sexual. Um estudo canadense descobriu que um quarto das profissionais do sexo entrevistadas começou a trabalhar com sexo porque o achavam "atraente". A flexibilidade para escolher as horas de trabalho e a capacidade de selecionar a própria base de clientes também podem contribuir para o apelo do trabalho sexual quando comparado a outros empregos no setor de serviços. O trabalho sexual também pode ser uma forma de financiar o vício. Essa linha de trabalho pode ser alimentada pelo vício de um indivíduo em substâncias ilegais antes de entrar no setor ou por ter sido apresentado a essas substâncias depois de entrar no setor. Esses motivos também se alinham com os diferentes climas que envolvem o trabalho sexual em diferentes comunidades e culturas. Em alguns casos, o trabalho sexual está ligado ao turismo.

### Demografia
As pessoas transgêneras têm mais probabilidade do que a população em geral de trabalhar com sexo, especialmente as mulheres trans e as pessoas trans não brancas. Em um estudo com trabalhadoras do sexo indianas, o analfabetismo e o status social mais baixo foram mais prevalentes do que entre a população feminina em geral.
Um estudo sobre o trabalho sexual em Tijuana, no México, constatou que a maioria das profissionais do sexo de lá é jovem, do sexo feminino e heterossexual. Muitos desses estudos tentam usar amostras menores de profissionais do sexo e cafetões para extrapolar sobre populações maiores de profissionais do sexo. Um relatório sobre o comércio clandestino de sexo nos Estados Unidos usou dados conhecidos sobre o comércio ilegal de drogas e armas e entrevistas com profissionais do sexo e cafetões para tirar conclusões sobre o número de profissionais do sexo em oito cidades americanas. Outra crítica é que o tráfico sexual pode não ser adequadamente avaliado em relação ao trabalho sexual nesses estudos.
Muitos estudos lutam para obter informações demográficas sobre a prevalência do trabalho sexual, pois muitos países ou cidades têm leis que proíbem a prostituição ou outro tipo de trabalho sexual. Além disso, o tráfico sexual, ou trabalho sexual forçado, também é difícil de quantificar devido à sua natureza clandestina e secreta. Além disso, encontrar uma amostra representativa de profissionais do sexo em uma determinada cidade pode ser quase impossível porque o tamanho da população em si é desconhecido. Manter a privacidade e a confidencialidade na pesquisa também é difícil porque muitas profissionais do sexo podem ser processadas e sofrer outras consequências se suas identidades forem reveladas.

## Discriminação
As profissionais do sexo podem ser estereotipadas como desviantes, hipersexuais, sexualmente arriscadas e que abusam de substâncias. As profissionais do sexo podem lidar com essa estigmatização de maneiras como esconder sua ocupação de não profissionais do sexo, retrair-se socialmente e criar um falso "eu" para atuar no trabalho. O estigma relacionado ao trabalho sexual pode ajudar a perpetuar a cultura do estupro e pode levar ao slut-shaming.
O trabalho sexual também é frequentemente confundido com o tráfico sexual, apesar do fato de que algumas profissionais do sexo optam por se envolver consensualmente no comércio sexual. Por exemplo, a Lei de Combate ao Tráfico Sexual On-line nos Estados Unidos foi aprovada para proteger ostensivamente as vítimas do tráfico sexual, mas incluiu um texto que torna ilegal a publicidade on-line de sexo consensual. Essas leis têm um impacto significativamente negativo sobre as profissionais do sexo.
Em todo o mundo, as profissionais do sexo encontram barreiras no acesso à assistência médica, legislação, recursos legais e direitos trabalhistas. Em um estudo com profissionais do sexo dos EUA, 43% dos participantes da entrevista relataram exposição à violência entre parceiros íntimos, violência física, violência física armada e violência sexual nas formas de coerção sexual e estupro. Nesse mesmo estudo, uma profissional do sexo relatou que "nesse estilo de vida, nada é seguro". As profissionais do sexo também podem sofrer abuso policial, pois a polícia pode usar sua autoridade para intimidar as profissionais do sexo. Há relatos de que policiais em alguns países exploram o medo de encarceramento dessas profissionais que trabalham nas ruas para forçá-las a fazer sexo com a polícia sem pagamento, às vezes ainda prendendo-as depois de terem sido coagidas a fazer sexo. A polícia também pode comprometer a segurança das profissionais do sexo, muitas vezes responsabilizando-as por crimes perpetrados contra elas devido ao estigma ligado à sua profissão. Há um crescimento nas organizações de defesa para reduzir e apagar o preconceito e o estigma contra o trabalho sexual e para fornecer mais apoio e recursos para essas profissionais.

## Dimensões legais do trabalho sexual

Mapa mundial das leis sobre pornografia (18+)
Pornografia legal
Pornografia legal sob algumas restrições
Pornografia ilegal
Dados indisponíveis

Mapa mundial da legalidade da prostituição
Descriminalização - Sem penalidades criminais para a prostituição
Legalização - prostituição legal e regulamentada
Abolicionismo - a prostituição é legal, mas as atividades organizadas, como bordéis e lenocínio, são ilegais; a prostituição não é regulamentada
Neo-abolicionismo - ilegal para comprar serviços de sexo e para o envolvimento de terceiros, legal para vender
Proibicionismo - prostituição ilegal
A legalidade varia de acordo com as leis locais

Dependendo da legislação local, as atividades das profissionais do sexo podem ser regulamentadas, controladas, toleradas ou proibidas. Na maioria dos países, mesmo naqueles em que o trabalho sexual é legal, as profissionais do sexo podem ser estigmatizadas e marginalizadas, o que pode impedi-las de buscar reparação legal por discriminação (por exemplo, discriminação racial pelo proprietário de um clube de striptease), falta de pagamento por um cliente, agressão ou estupro. Os defensores das profissionais do sexo identificaram isso como whorephobia.
A legalidade de diferentes tipos de trabalho sexual varia dentro e entre as regiões do mundo. Por exemplo, embora a pornografia seja legal nos Estados Unidos, a prostituição é ilegal na maior parte do país. Entretanto, em outras regiões do mundo, tanto a pornografia quanto a prostituição são ilegais; em outras, ambas são legais. Um exemplo de país em que a pornografia, a prostituição e todas as profissões englobadas sob a égide do trabalho sexual são legais é a Nova Zelândia. De acordo com a Lei de Reforma da Prostituição da Nova Zelândia, leis e regulamentações foram postas em prática para garantir a segurança e a proteção de suas profissionais do sexo. Por exemplo, desde a implementação da Lei, "qualquer pessoa que pretenda abrir um bordel maior, onde mais de quatro profissionais do sexo trabalharão, precisa de um Certificado de Operadores de Bordéis, que a certifica como uma pessoa adequada para exercer controle sobre profissionais do sexo no local de trabalho. Além disso, as profissionais que operam em instalações gerenciadas têm acesso a direitos trabalhistas e proteção de direitos humanos e podem apresentar reivindicações perante os tribunais, como qualquer outro trabalhador ou empregado." Em regiões onde o trabalho sexual é ilegal, os defensores dos direitos das profissionais do sexo argumentam que a natureza secreta da prostituição ilegal é uma barreira ao acesso a recursos legais. No entanto, alguns que se opõem à legalização da prostituição argumentam que o trabalho sexual é inerentemente explorador e nunca pode ser legalizado ou praticado de forma a respeitar os direitos daqueles que o realizam.
Há muitos argumentos contra a legalização da prostituição/trabalho sexual. Em um estudo, mulheres envolvidas em trabalho sexual foram entrevistadas e perguntadas se achavam que isso deveria ser legalizado. Elas responderam que achavam que não deveria, pois isso colocaria as mulheres em maior risco de clientes violentos se fosse considerado um trabalho legítimo, e elas não gostariam que seus amigos ou familiares entrassem no setor do sexo para ganhar dinheiro. Outro argumento é que a legalização do trabalho sexual aumentaria a demanda por ele, e as mulheres não deveriam ser tratadas como mercadoria sexual. Um estudo mostrou que, nos países que legalizaram a prostituição, houve um aumento no tráfico de pessoas. Os estudos também mostraram que a legalização do trabalho sexual levou a um aumento no tráfico sexual, que é outro motivo que as pessoas dão para tornar o trabalho sexual ilegal. Um argumento contra a legalização do trabalho sexual é evitar que as crianças se envolvam nesse setor. As crianças que foram exploradas sofrem consequências negativas de longo prazo.
Também há argumentos a favor da legalização da prostituição/trabalho sexual. Um dos principais argumentos a favor da legalização da prostituição é que as mulheres devem ter o direito de fazer o que quiserem com seus próprios corpos. O governo não deve opinar sobre o que elas fazem para trabalhar e, se elas quiserem vender seus corpos, a decisão é delas. Outro argumento comum para a legalização da prostituição é que a aplicação das leis sobre prostituição é um desperdício de dinheiro. Alguns acreditam que a prostituição continuará a persistir a despeito de quaisquer leis e regulamentos que sejam implementados contra ela. Ao defender a descriminalização do trabalho sexual, o Ministro da Justiça da Holanda expandiu esse argumento no tribunal ao afirmar que "a prostituição existe há muito tempo e continuará existindo... A proibição não é o caminho a seguir... Deve-se permitir a prostituição voluntária. As autoridades podem então regulamentar a prostituição, e ela pode se tornar saudável, segura, transparente e livre de efeitos colaterais criminosos". As pessoas que desejam legalizar a prostituição não consideram eficaz a aplicação de leis contra o trabalho sexual e acham que o dinheiro é mais bem gasto em outro lugar. Muitas pessoas também argumentam que a legalização da prostituição resultará em menos danos para as profissionais do sexo. Elas argumentam que a descriminalização do trabalho sexual diminuirá a exploração das profissionais do sexo por terceiros, como cafetões e gerentes. Um último argumento a favor da legalização do trabalho sexual é que as leis de prostituição são inconstitucionais. Alguns argumentam que essas leis vão contra os direitos das pessoas à liberdade de expressão e à privacidade.

## Redução de riscos
A redução de riscos no trabalho sexual é um tópico altamente debatido. O "abolicionismo" e o "não-abolicionismo" ou "empoderamento" são considerados formas opostas de abordar a redução de riscos. Enquanto o abolicionismo exigiria o fim de todo o trabalho sexual, o empoderamento incentivaria a formação de redes entre as profissionais do sexo e permitiria que elas prevenissem ISTs e outros riscos à saúde comunicando-se umas com as outras. Ambas as abordagens visam reduzir as taxas de doenças e outros efeitos negativos do trabalho sexual.
Além disso, as próprias profissionais do sexo contestaram a natureza dicotômica do abolicionismo e do não abolicionismo, defendendo, em vez disso, o foco nos direitos das profissionais do sexo. Em 1999, a Rede de Projetos de Profissionais do Sexo alegou que "Historicamente, as medidas antitráfico têm se preocupado mais em proteger mulheres 'inocentes' de se tornarem prostitutas do que em garantir os direitos humanos daqueles que atuam na indústria do sexo". Penelope Saunders, defensora dos direitos dos profissionais do sexo, alega que a abordagem dos direitos dos profissionais do sexo considera mais o contexto histórico do trabalho sexual do que o abolicionismo ou o empoderamento. Além disso, Jo Doezema escreveu que a dicotomia das abordagens voluntária e forçada do trabalho sexual serviu para negar o arbítrio às profissionais do sexo.

### Saúde
É improvável que as profissionais do sexo revelem seu trabalho aos profissionais de saúde. Isso pode se dever ao constrangimento, ao medo de desaprovação ou à descrença de que o trabalho sexual possa ter efeitos sobre sua saúde. A criminalização do trabalho sexual em muitos lugares também pode levar a uma relutância em revelar por medo de ser denunciado por atividades ilegais. Há pouquíssimas proteções legais para as profissionais do sexo devido à criminalização; assim, em muitos casos, uma profissional do sexo que denuncia violência a um profissional de saúde pode não conseguir tomar medidas legais contra seu agressor.
Os riscos à saúde do trabalho sexual estão relacionados principalmente a infecções sexualmente transmissíveis e ao uso de drogas. Em um estudo, quase 40% das profissionais do sexo que visitaram um centro de saúde relataram o uso de drogas ilegais. Em geral, as profissionais do sexo transgêneros têm um risco maior de contrair o HIV do que os profissionais do sexo cisgêneros masculinos e femininos e as mulheres transgêneros que não são profissionais do sexo.
O motivo pelo qual as mulheres transgênero correm um risco maior de desenvolver o HIV é a combinação de fatores de risco. Elas enfrentam riscos biológicos, pessoais, relacionais e estruturais que aumentam suas chances de contrair o HIV. Os fatores biológicos incluem o uso incorreto de preservativos devido à disfunção erétil causada por hormônios tomados para se tornarem mais femininos e relações sexuais anais receptivas sem preservativo, o que representa um alto risco de desenvolver o HIV. Fatores pessoais incluem problemas de saúde mental que levam ao aumento do risco sexual, como ansiedade, depressão e abuso de substâncias provocado por falta de apoio, violência etc. Os riscos estruturais incluem o envolvimento em trabalho sexual ligado à pobreza, abuso de substâncias e outros fatores que são mais prevalentes em mulheres transgêneros com base em sua tendência a serem socialmente marginalizadas e não aceitas por desafiarem as normas de gênero. O maior risco para o HIV é o sexo desprotegido com parceiros do sexo masculino, e têm surgido estudos que mostram que os homens que fazem sexo com mulheres transgêneros têm maior probabilidade de usar drogas do que os homens que não fazem.
O uso do preservativo é uma forma de reduzir o risco de contrair uma IST. No entanto, negociar o uso de preservativos com os clientes e parceiros costuma ser um obstáculo à prática do sexo seguro. Embora não haja muitos dados sobre as taxas de violência contra profissionais do sexo, muitas profissionais do sexo não usam preservativos devido ao medo de resistência e violência por parte dos clientes. Alguns países também têm leis que proíbem a posse de preservativos, o que reduz a probabilidade de as profissionais do sexo usarem preservativos. Foi demonstrado que o aumento da organização e do trabalho em rede entre as profissionais do sexo aumenta o uso de preservativos ao aumentar o acesso e a educação sobre a prevenção de ISTs. Os bordéis com práticas sólidas de saúde no local de trabalho, incluindo a disponibilidade de preservativos, também aumentaram o uso de preservativos entre suas trabalhadoras.

#### Preocupações com a saúde das dançarinas exóticas
Para se protegerem do estigma do trabalho sexual, muitas dançarinas recorrem à alteridade. A alteridade envolve a construção de si mesmo como superior a seus pares, e a persona de dançarino fornece um limite interno que separa o "autêntico" do eu stripper. Essa prática gera uma quantidade significativa de estresse para os dançarinos, o que faz com que muitos recorram ao uso de drogas e álcool para lidar com a situação. Por ser tão difundido, o uso de drogas se tornou normalizado no cenário da dança exótica.
Apesar dessa normalização, é necessário se passar por não usuárias ou se disfarçar como usuárias de drogas menos difamadas. Isso ocorre porque as strippers atribuem simultaneamente uma forte constituição moral àqueles que resistem à atmosfera das drogas; é um testemunho da força pessoal e da força de vontade. É também uma ocasião para que os dançarinos "alterem" seus colegas. A valorização da resistência ao espaço das drogas posiciona discursivamente as "boas" strippers contra esse local de drogas e indica por que as dançarinas são motivadas a se esconder do uso de drogas pesadas.
O estigma faz com que essas profissionais escondam seus estilos de vida dos amigos e da família, alienando-se de um sistema de apoio. Além disso, o estresse de tentar esconder seu estilo de vida dos outros devido ao medo do escrutínio afeta a saúde mental dos dançarinos.

### Trabalho sexual forçado
Trabalho sexual forçado é quando um indivíduo entra em qualquer comércio sexual devido à coerção e não por escolha própria. O trabalho sexual forçado aumenta a probabilidade de uma trabalhadora do sexo contrair HIV/AIDS ou outra infecção sexualmente transmissível, principalmente quando a pessoa entra no trabalho sexual antes dos 18 anos de idade. Além disso, mesmo quando as trabalhadoras do sexo consentem em certos atos sexuais, elas são frequentemente forçadas ou coagidas a outros (geralmente sexo anal) pelos clientes. As profissionais do sexo também podem sofrer forte resistência ao uso de preservativos por parte de seus clientes, o que pode se estender a uma falta de consentimento da profissional para qualquer ato sexual realizado no encontro; esse risco é ampliado quando as profissionais do sexo são traficadas ou forçadas a trabalhar com sexo.
O trabalho sexual forçado geralmente envolve engano - as trabalhadoras são informadas de que podem ganhar a vida e depois não têm permissão para sair. Esse engano pode causar efeitos negativos na saúde mental de muitas trabalhadoras do sexo. Além disso, uma avaliação de estudos estima que entre 40% e 70% das profissionais do sexo enfrentam violência no período de um ano. Atualmente, há pouco apoio para os trabalhadores migrantes em muitos países, inclusive para aqueles que foram traficados para um local para sexo.

## Advocacia

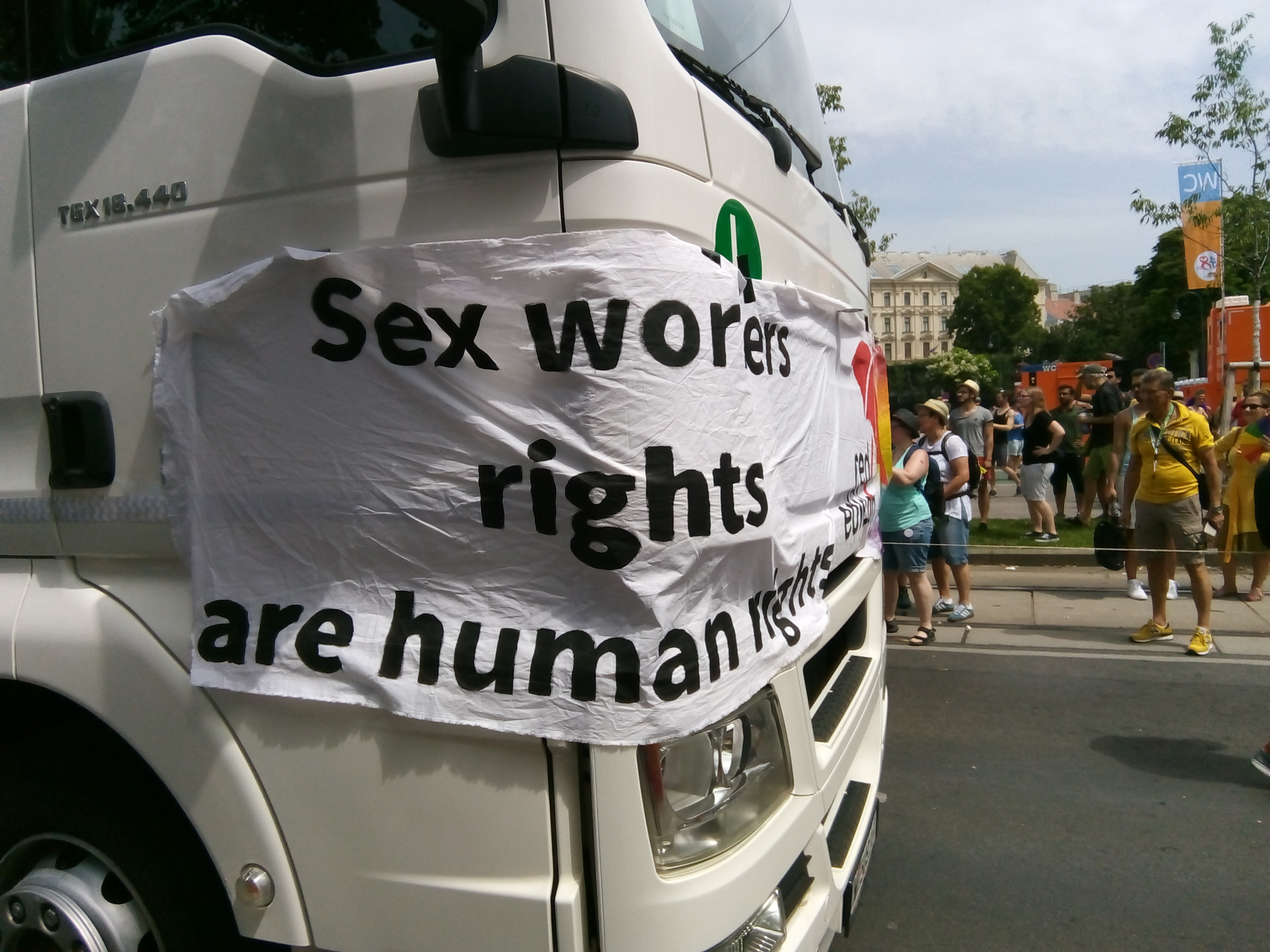
Placa "Direitos das profissionais do sexo são direitos humanos" do Europride 2019.

Os defensores dos direitos das trabalhadoras do sexo argumentam que elas devem ter os mesmos direitos humanos e trabalhistas básicos que outros trabalhadores. Por exemplo, a Guilda Canadense para o Trabalho Erótico pede a legalização do trabalho sexual, a eliminação de regulamentações estatais que sejam mais repressivas do que as impostas a outros trabalhadores e empresas, o direito ao reconhecimento e à proteção sob as leis trabalhistas e empregatícias, o direito de formar e participar de associações ou sindicatos profissionais e o direito de cruzar legalmente as fronteiras para trabalhar. Os defensores também querem ver mudanças nas práticas legais que envolvem o trabalho sexual. O Projeto Red Umbrella pressionou pela descriminalização dos preservativos e por mudanças no programa de desvio de profissionais do sexo de Nova York. A defesa dos interesses dos profissionais do sexo pode vir de várias fontes, inclusive organizações não governamentais, organizações de direitos trabalhistas, governos ou dos próprios profissionais do sexo. Na América Latina e no Caribe, a defesa dos interesses das profissionais do sexo remonta ao final do século XIX em Havana, Cuba. Um catalisador do movimento foi um jornal publicado por profissionais do sexo de Havana. Essa publicação recebeu o nome de La Cebolla, criado por Las Horizontales. Todos os anos, em Londres, o Prêmio da Liberdade Sexual é realizado para homenagear os mais notáveis defensores e pioneiros da liberdade sexual e dos direitos dos profissionais do sexo no Reino Unido, onde o trabalho sexual é essencialmente legal.

### Sindicalização do trabalho sexual
A sindicalização das profissionais do sexo é um desenvolvimento recente. A primeira organização do movimento contemporâneo de direitos dos profissionais do sexo foi a Call Off Your Old Tired Ethics (COYOTE), fundada em 1973 em São Francisco, Califórnia. Muitas organizações nos países ocidentais foram criadas na década seguinte à fundação da COYOTE. Atualmente, existe um pequeno número de sindicatos de profissionais do sexo em todo o mundo. Um dos maiores é o Sindicato Internacional dos Trabalhadores do Sexo (IUSW), com sede no Reino Unido. A IUSW defende os direitos de todas as profissionais do sexo, quer tenham escolhido livremente ou tenham sido coagidas a entrar no mercado, e promove políticas que beneficiam os interesses das profissionais do sexo no Reino Unido e no exterior. Muitas regiões abrigam sindicatos de profissionais do sexo, incluindo América Latina, Brasil, Canadá, Europa e África.
Ao se sindicalizarem, muitas profissionais do sexo enfrentam problemas relacionados à comunicação e à legalidade do trabalho sexual. Como o trabalho sexual é ilegal em muitos lugares onde elas desejam se organizar, é difícil se comunicar com outras profissionais do sexo para se organizar. Há também a preocupação com a legitimidade do trabalho sexual como uma carreira e uma atividade que merece organização formal, em grande parte devido ao sexismo frequentemente presente no trabalho sexual e à desvalorização do trabalho sexual como não comparável a outros trabalhos e empregos remunerados.
Um fator que afeta a sindicalização do trabalho sexual é o fato de que muitas profissionais do sexo pertencem a populações que historicamente não tiveram uma forte representação nos sindicatos. Embora essa sindicalização possa ser vista como uma forma de dar poder às profissionais do sexo e conceder-lhes autonomia em sua profissão, ela também é criticada por implicitamente dar sua aprovação ao sexismo e aos desequilíbrios de poder já presentes no trabalho sexual. A sindicalização também implica uma submissão ou operação dentro dos sistemas do capitalismo, o que preocupa algumas feministas.

#### Sindicalização de dançarinas exóticas
A categorização dos artistas em geral é problemática porque eles geralmente exercem um alto nível de controle sobre o produto de seu trabalho, uma característica de um contratado independente. Além disso, seu trabalho pode ser de natureza artística e, muitas vezes, realizado como freelancer. Muitas vezes, o trabalho dos artistas não possui os atributos óbvios dos funcionários, como horário de trabalho, local ou deveres regulares. Consequentemente, os empregadores os classificam erroneamente porque não têm certeza do status de seus trabalhadores ou os classificam erroneamente de propósito para aproveitar os baixos custos dos contratados independentes. Os clubes de dança exótica são um desses empregadores que propositalmente classificam erroneamente seus artistas como contratados independentes.
Há obstáculos adicionais em termos de autoestima e compromisso com a sindicalização. No nível mais básico, os próprios dançarinos devem ter o desejo de se sindicalizar para uma ação coletiva. Para aqueles que não querem se conformar com a atividade do grupo ou que querem permanecer independentes, um sindicato pode parecer tão controlador quanto a administração do clube, uma vez que a filiação a um sindicato os obrigaria a pagar taxas e a acatar as decisões tomadas por maioria de votos, com ou sem sua aprovação pessoal.
No estudo de caso do Lusty Lady, esse clube de striptease foi o primeiro clube administrado exclusivamente por mulheres a se sindicalizar com sucesso em 1996. Algumas das condições de trabalho que elas conseguiram resolver incluíam "protestar contra práticas racistas de contratação, permissão para que os clientes filmassem as dançarinas sem o consentimento delas por meio de espelhos unidirecionais, políticas disciplinares inconsistentes, falta de benefícios de saúde e uma falta geral de segurança no emprego". A sindicalização das dançarinas exóticas certamente pode trazer melhores condições de trabalho e remuneração justa, mas às vezes é difícil de ser feita devido à sua categorização duvidosa como funcionárias. Além disso, como é o caso de muitos outros sindicatos, as dançarinas geralmente relutam em se filiar a eles. Essa relutância pode se dever a muitos fatores, que vão desde o custo de se filiar a um sindicato até o fato de os dançarinos acreditarem que não precisam de apoio sindical porque não serão dançarinos exóticos por um período de tempo suficientemente longo para justificar a filiação a um sindicato.

### Organizações não governamentais (ONGs)
As ONGs geralmente desempenham um papel importante no alcance das profissionais do sexo, especialmente nos esforços de prevenção de HIV e ISTs. Entretanto, o alcance das ONGs às profissionais do sexo para a prevenção do HIV é, às vezes, menos coordenado e organizado do que os programas semelhantes de prevenção do HIV direcionados a diferentes grupos (como homens que fazem sexo com homens). Essa falta de organização pode ser devida à situação legal da prostituição e de outros trabalhos sexuais no país em questão; na China, muitas ONGs de trabalho sexual e abuso de drogas não se registram formalmente junto ao governo e, portanto, executam muitos de seus programas em pequena escala e discretamente.
Embora algumas ONGs tenham aumentado sua programação para melhorar as condições no contexto do trabalho sexual, esses programas são criticados às vezes por não conseguirem desmantelar as estruturas opressivas da prostituição, principalmente o tráfico forçado. Alguns acadêmicos acreditam que a defesa dos direitos dentro da instituição da prostituição não é suficiente; em vez disso, os programas que buscam capacitar as profissionais do sexo devem capacitá-las a deixar o trabalho sexual, bem como melhorar seus direitos dentro do contexto do trabalho sexual.